# Campeonato Mundial de Atletismo Sub-20 de 2021 - 400 m feminino
A prova dos 400 metros feminino do Campeonato Mundial de Atletismo Sub-20 de 2021 ocorreu entre os dias 18 a 21 de agosto de 2021 no Centro Esportivo Internacional Moi, em Nairóbi, no Quênia. 

## Recordes
Antes desta competição, os recordes mundiais e do campeonato nesta prova eram os seguintes:
|       | Nome            | Nacionalidade  | Tempo | Local     | Data                 |
| ----- | --------------- | -------------- | ----- | --------- | -------------------- |
| WU20R | Grit Breuer     | Alemanha       | 49.42 | Tóquio    | 27 de agosto de 1991 |
| CR    | Ashley Spencer  | Estados Unidos | 50.50 | Barcelona | 13 de julho de 2012  |
| WU20L | Christine Mboma | Namíbia        | 49.99 | Vinduque  | 17 de abril de 2021  |

## Medalhistas
| Ouro                   | Prata                    | Bronze                 |
| Imaobong Nse Uko (NGR) | Kornelia Lesiewicz (POL) | Sylvia Chelangat (KEN) |

## Cronograma
Todos os horários são locais (UTC+3). 
| Data         | Hora  | Evento  |
| ------------ | ----- | ------- |
| 18 de agosto | 11:15 | Bateria |
| 21 de agosto | 17:00 | Final   |

## Resultados

### Bateria
Qualificação: Os 2 primeiros de cada bateria (Q) e os 2 tempos mais rápidos (q). 
| Posição | Bateria | Atleta               | Nacionalidade               | Tempo | Notas    |
| ------- | ------- | -------------------- | --------------------------- | ----- | -------- |
| 1       | 3       | Imaobong Nse Uko     | Nigéria                     | 52.33 | Q        |
| 2       | 1       | Kornelia Lesiewicz   | Polónia                     | 52.63 | Q        |
| 3       | 3       | Sylvia Chelangat     | Quênia                      | 53.49 | Q,       |
| 4       | 3       | Priya Mohan          | Índia                       | 53.79 | q        |
| 5       | 2       | Oneika McAnnuff      | Jamaica                     | 54.13 | Q        |
| 6       | 2       | Molepo Precious      | África do Sul               | 54.41 | Q        |
| 7       | 1       | Ella Clayton         | Canadá                      | 54.51 | Q        |
| 8       | 1       | Tetyana Kharashchuk  | Ucrânia                     | 54.65 | q        |
| 9       | 2       | Anna Orlova          | Ucrânia                     | 54.68 |          |
| 10      | 2       | Veronika Arkhipova   | Atletas Neutros Autorizados | 54.87 |          |
| 11      | 3       | Erica Barbosa        | Brasil                      | 54.94 |          |
| 12      | 2       | Summy                | Índia                       | 55.43 |          |
| 13      | 1       | Mathilde Descoux     | França                      | 55.54 |          |
| 14      | 2       | Alexandra Almici     | Itália                      | 55.70 |          |
| 15      | 3       | Koumba Sidibe        | Mali                        | 56.49 |          |
| 16      | 1       | Annalee Robinson     | Jamaica                     | 56.56 |          |
| 17      | 1       | Opeyemi Deborah Oke  | Nigéria                     | 57.30 |          |
| 18      | 2       | Aishath Himna Hassan | Maldivas                    | 58.90 | NU20R    |
| 19      | 1       | Lucie Zavadilová     | Chéquia                     | DNF   |          |
| 20      | 3       | Nikola Bišová        | Chéquia                     | DSQ   | TR16.8   |
| 20      | 3       | Caitlyn Bobb         | Bermudas                    | DSQ   | TR17.3.1 |

### Final
A prova final foi realizada no dia 21 de agosto às 16:59. 
| Posição           | Raia | Atleta              | Nacionalidade | Tempo | Notas           |
| ----------------- | ---- | ------------------- | ------------- | ----- | --------------- |
| Medalha de ouro   | 6    | Imaobong Nse Uko    | Nigéria       | 51.55 | Recorde pessoal |
| Medalha de prata  | 5    | Kornelia Lesiewicz  | Polónia       | 51.97 | Recorde pessoal |
| Medalha de bronze | 4    | Sylvia Chelangat    | Quênia        | 52.23 | Recorde pessoal |
| 4                 | 3    | Priya Mohan         | Índia         | 52.77 | Recorde pessoal |
| 5                 | 8    | Molepo Precious     | África do Sul | 53.98 |                 |
| 6                 | 7    | Ella Clayton        | Canadá        | 54.10 | Recorde pessoal |
| 7                 | 1    | Tetyana Kharashchuk | Ucrânia       | 54.49 |                 |
| 8                 | 3    | Oneika McAnnuff     | Jamaica       | DNS   |                 |

Legenda
| Recorde mundial       | Recorde mundial (World record)               |                       | Recorde africano                      | Recorde africano (African) |                                           | Q | Classificado por posição (Qualified) |
| Recorde do campeonato | Recorde do campeonato (Championship record)  | Recorde da América    | Recorde da América (Americas)         | q                          | Classificado por melhor tempo (Qualified) |   |                                      |
| Melhor marca do ano   | Melhor marca do ano (World leading)          | Recorde asiático      | Recorde asiático (Asian)              | DNS                        | Não largou (Did not start)                |   |                                      |
| Recorde nacional      | Recorde nacional (National record)           | Recorde europeu       | Recorde europeu (European)            | DNF                        | Não terminou (Did not finish)             |   |                                      |
| Recorde pessoal       | Recorde pessoal do atleta (Personal best)    | Recorde da Oceania    | Recorde da Oceania (Oceania)          | DSQ / DQ                   | Desclassificado (Disqualified)            |   |                                      |
| Recorde da temporada  | Recorde da temporada do atleta (Season best) | Recorde sul-americano | Recorde sul-americano (South America) | NM                         | Sem marca (No mark)                       |   |                                      |